# Tatár bárányfű

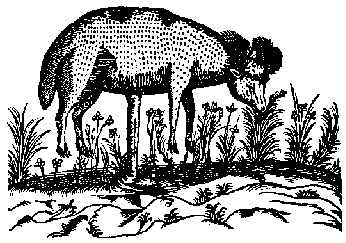
Borametz egy 17. századi illusztráción

A tatár bárányfű vagy zöldségbárány (latin: Agnus scythicus vagy Planta Tartarica Barometz) a képzelet világában létező közép-ázsiai növény, mely bárányokat terem. A legenda szerint a bárányok köldökzsinórukkal a növényhez kapcsolódtak és körülötte legelésztek; mikor már nem volt mit legelni, a bárányok és a bárányfű is elpusztult.

## Háttere

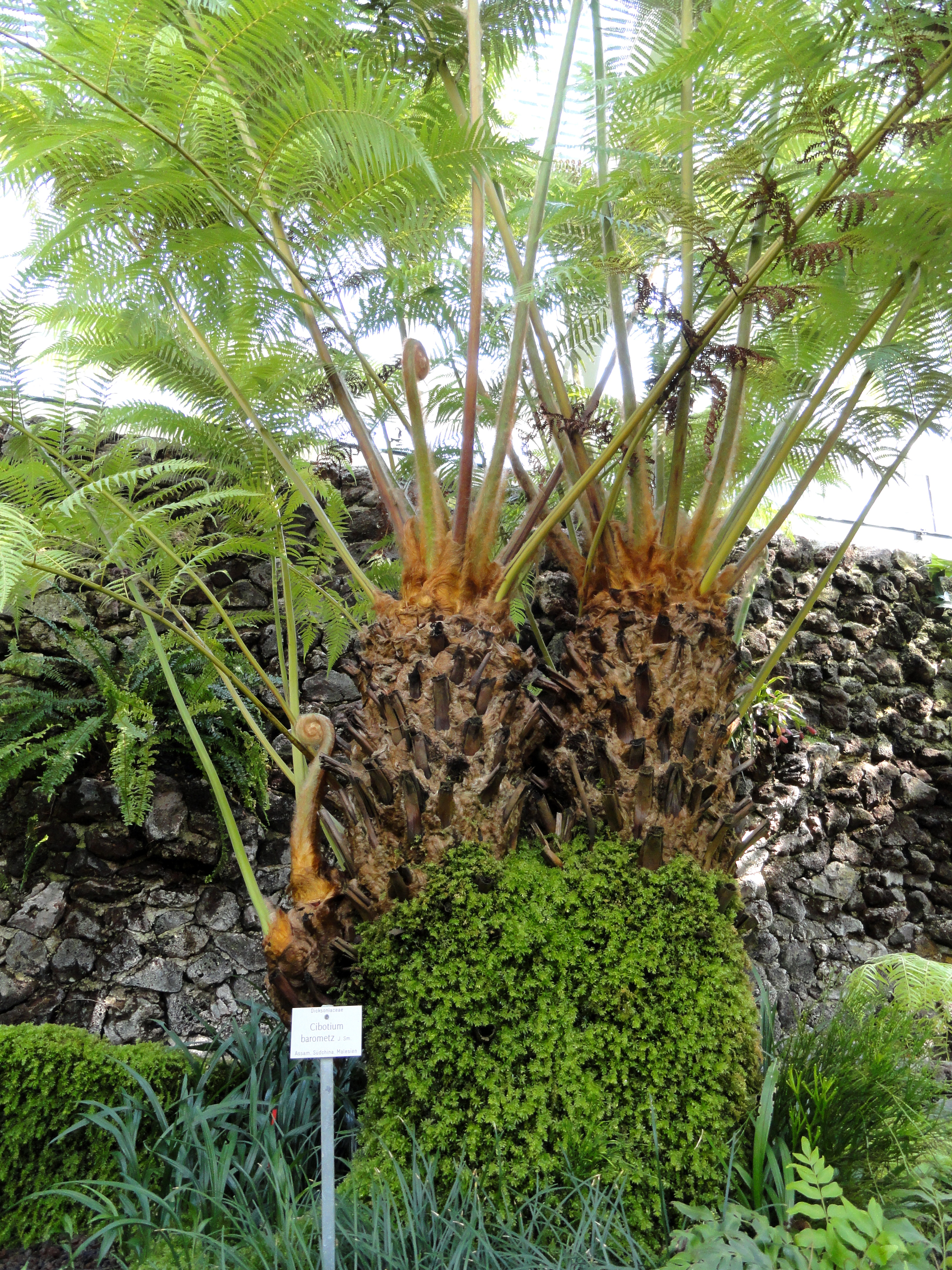
"Cibotium barometz" páfránylevelekkel

Legendája főleg a középkorban terjedt, de már az ókorban is tettek említést róla. Ezek szerint a zöldségbárány Közép-Ázsiában honos, páfrányszerű növényen nő, a húsa a legfinomabb bárányhús, a gyapja pedig olyan tiszta hófehér, amiről a hagyományos bárányok tenyésztői nem is álmodhatnak. A kora középkori európai feljegyzésekben az 1300-as években bukkan fel először, és miután egy sor megbízhatónak tartott utazó írta le – például az angol Sir John Mandeville –, hogy a saját szemével látta az orosz sztyeppéken, Indiában, vagy a mai Mongólia területén, minden ok megvolt arra, hogy tényként kezeljék a létezését. Amikor az 1500-as években Sigismund von Herberstein báró, a kor elismert felfedező-geográfus-történésze is megerősítette, hogy Oroszországban találkozott a lénnyel, a zöldségbárány bekerült a tudományos enciklopédiákba is. 1751-ben Denis Diderot személyesen írta meg a lényről szóló szócikket a 18. század híres francia szuperlexikonjába, az Encyclopédie-be.
Bár a középkorban a legenda főleg a gyapot létezésének magyarázataként terjedt, a valóságban egy létező növény, a Cibotium nembe tartozó Cibotium barometz nevű páfrány áll mögötte. Különböző más neveken is ismert: szkíta bárány, borometz, barometz és borametz, utóbbi három a bárány helyi nevének különböző változatai. A páfrány gyapjas rizómájának egy részéről ha letépjük a leveleket, majd kifordítjuk, akkor beleképzelhető egy gyapjas bárány alakja. A legenda alapvetően abból eredt, amikor a görögök először tudomást szereztek a gyapot létezéséről, amit az Indiában járt utazók úgy írtak le, mint egy növény, amin a birkáéhoz hasonló gyapjú nő. Ehhez hozzájött egy félrefordítás: a gyapotgubókat a dinnyéhez hasonlította egy utazói leírás, a dinnye szó pedig az ógörögben nagyon hasonlít a bárányra használt szóra. A gyapjas növény bármennyire is meseszerűnek tűnt, valójában a szóhasználattal együtt egészen logikus volt a bárányszerű gyapjúhoz a növényen termő kicsi bárányokat hozzácsatolni, elvégre annak idején ennél hihetetlenebb lények hemzsegtek a görög mitológiában.
A feltételezett növény kritikáját a mitikus lények kutatásával foglalkozó Henry Lee 1887-ben megjelent Tatár bárányfű című könyvében jelentette meg, ebben azt írja erről a legendás növényről, hogy egyszerre hitték élő növénynek és állatnak. Azt is megjegyzi azonban, hogy egyes szerzőknél a bárány a növény gyümölcse, ami dinnyééhez hasonlító magvakból kel ki, másoknál a bárány a növény élő része, ami meghal, ha elszakadnak egymástól. Úgy tartották, a növényi báránynak éppúgy vannak csontjai, húsa és vére, mint az igazi báránynak, köldökzsinórszerű szára van, és csak a közvetlen közelében tud legelni, utána meghal. Halála után emberi fogyasztásra is alkalmas, és vére édes, mint a méz. Az emberen kívül csak a farkasok eszik meg. Gyapjából a legenda szerint az ott élő bennszülöttek ruhát készítenek. A legendát végül az cáfolta, amikor a British Museum egy távol-keleti expedíciótól kapott egy elpusztult zöldségbárány-tetemet, amit megvizsgáltak, és elég hamar kiderítették, hogy az csak egy fura formájú páfrány.

## Lásd még
- Madarat termő fa